# Palazzo di Re Nicola
Il palazzo di Re Nicola (in montenegrino: dворац kраља Николе, dvorač kralja Nikole) è un edificio situato a Cettigne. Residenza ufficiale della famiglia reale montenegrina dal 1867 al 1916, ospita al suo interno un museo che forma, assieme ad altri tre dipartimenti, il Museo nazionale del Montenegro.

## Storia
Il palazzo venne costruito tra il 1863 e il 1867 secondo il tipico stile delle case di Cettigne con l'aggiunta di alcuni elementi neoclassici. Originariamente il palazzo fu realizzato con l'intento di farne la residenza di Darinka Kvekić, vedova del defunto principe Danilo I, e di sua figlia. Tuttavia, con la partenza dal paese della donna, il palazzo divenne la nuova casa del principe Nicola e della sua famiglia, che prima d'allora risiedevano nella Bilijarda. Nel 1910 il palazzo subì alcuni importanti interventi che gli conferirono l'aspetto attuale.
Nel 1926 divenne sede di un museo storico che, tuttavia, venne saccheggiato durante la seconda guerra mondiale. Nel 1980 il Museo del re Nicola venne incluso all'interno del più ampio Museo nazionale del Montenegro. All'interno del museo sono custoditi alcune collezioni di armi da fuoco, gioielli, bandiere di guerra, francobolli e medaglie legate alla casata dei Petrović-Njegoš e alla storia del Montenegro. Un'altra sezione del palazzo è invece occupata dagli appartamenti reali arredati e ammobiliati con cimeli originari.